# Simatic PCS 7
Simatic PCS 7 ist ein Prozessleitsystem der Firma Siemens, das auf modularen, im Funktionsumfang aufeinander abgestimmten Simatic-Hardware- und -Softwarekomponenten aus dem Systemspektrum der Totally Integrated Automation (TIA) basiert. Es ist das Nachfolgesystem von Teleperm M und wurde in den 1990er-Jahren schrittweise eingeführt und weiterentwickelt. 2017 wurde Version 9.0 vorgestellt. Zu den Standardkomponenten zählen PC, Controller, Kommunikation und dezentrale Peripherie. Es wird unter anderem in Prozessindustrien wie Chemischer Industrie, Pharmaindustrie und Lebensmittelindustrie für die Führung des Hauptproduktionsprozesses, aber auch für neben-, vor- oder nachgelagerte Prozesse wie z. B. Abwasserbehandlung und Energieverteilung eingesetzt. Zudem liefert es Daten an übergeordnete ERP-Systeme.

## Produktmerkmale
Als homogenes und integriertes Gesamtsystem (Distributed Control System, DCS) mit zentralem Engineering und einer gemeinsamen Datenbasis ermöglicht Simatic PCS 7 die durchgängige Automatisierung sowohl fertigungs- als auch verfahrenstechnischer Prozesse und findet Anwendung in der Prozess-, Fertigungs- und Hybridindustrie. Nicht nur die Dokumentation, sondern auch die Qualitätssicherung ist für das Gesamtsystem vorgesehen. Im Gegensatz dazu existieren SCADA-Lösungen (Supervisory Control and Data Acquisition), die auf kombinierten Einzelkomponenten (teilweise unterschiedlicher Hersteller) basieren und deren Funktionsumfang nicht aufeinander abgestimmt ist, was eine umfangreichere Datenhaltung, umständlichere Funktionsergänzungen, den Einsatz individueller Programmierwerkzeuge und Kommunikationsmittel sowie die gesonderte Qualitätssicherung für jede Einzelkomponente erforderlich macht. Beim integrierten DCS-Ansatz sind sämtliche Funktionen in den funktions- und systemgetesteten Einzelkomponenten enthalten, mit denen sich ein Gesamtsystem aufbauen lässt. 

## Grundfunktionen
Das Prozessleitsystem Simatic PCS 7 wird mittels grafischer Oberflächen bedient, z. T. mit kontextabhängigen, anwenderspezifischen Ansichten. Sämtliche Messwerte, Meldungen und Alarme, die über einen längeren Zeitraum zur Verfügung stehen sollen, werden in einem zentralen Archivserver gespeichert und verwaltet.
Aufgrund der Modularität von Hardware- und Softwarekomponenten kann das Prozessleitsystem flexibel in unterschiedlichen Anlagengrößen eingesetzt und an wechselnde Anforderungen angepasst werden. Dies erlaubt den Ausbau und die Erweiterung von Anlagen. Die Kapazitäten reichen vom kleinen Einzelsystem (ca. 160 Messstellen) bis zum aus mehreren Bedienplätzen und Servern bestehenden Mehrplatzsystem (Client-Server-Architektur) eines Anlagenverbundes (über 100.000 Messstellen). 
Darüber hinaus kann das System mit Komponenten anderer Hersteller kombiniert sowie in bereits bestehende Infrastrukturen integriert werden, da Systemarchitektur und Kommunikation offen sind. Zudem existieren Programmier- und Datenaustauschschnittstellen für Anwenderprogramme sowie für den Import und Export von Daten, Texten und Grafiken. Prozessdaten sind aufgrund standardisierter Schnittstellen zugänglich und unternehmensweit verfügbar. Die Kommunikation innerhalb des Systems erfolgt über die industriellen Standards Ethernet und PROFIBUS, teilweise in der Feldebene jedoch noch über das AS-Interface.
Zur Projektierung der Anlagenprozesse verfügt Simatic PCS 7 über ein zentrales Engineering System, das mit aufeinander abgestimmten Werkzeugen ausgestattet ist. Diese werden über den zentralen Projektmanager (Simatic Manager) aufgerufen. Über ihn lassen sich die Applikationssoftware erstellen sowie die Hardwarekomponenten und die Kommunikation aufbauen und parametrieren. Er ist Basisapplikation für das gesamte Engineering des Prozessleitsystems im Sinne der Erstellung, Verwaltung, Archivierung und Dokumentation eines Projektes. 
Das Operator-System dient der Prozessführung. Mit den Operator-Stationen stehen Terminals mit visualisierter und vordefinierter Bedienoberfläche zur Verfügung, über die das Betriebspersonal die Prozessvorgänge verfolgen und steuern kann. Windows-basierte PCS 7 Web Server ermöglichen Fernüberwachung und -bedienung sowie Ferndiagnose und -wartung der Anlage über Internet oder Intranet.
Die Steuerung intelligenter Feldgeräte (Sensoren und Aktoren) erfolgt über den Gerätemanager Simatic PDM (Process Device Manager). Dieser wird für Projektierung, Parametrierung, Inbetriebsetzung, Diagnose und Service eingesetzt. Zu den Kernfunktionen des Gerätemanagers zählen u. a. das Einstellen und Ändern von Geräteparametern, der Vergleich von Projekt- und Gerätedaten und die Verwaltung von Netzen und PCs.
Der Einsatz von eigensicheren und hochverfügbaren Controllern erlaubt sicherheitsgerichtete Steuerungen, die bei Fehlern und Ausfällen der Anlage reagieren und zudem über eine selbstüberwachende Funktion verfügen. So identifizieren sie sowohl Fehler im Prozess als auch eigene, interne Fehler und bringen die Anlage im Bedarfsfall unmittelbar in einen sicheren Zustand. Anwendung finden diese Controller vorwiegend in der Fertigungstechnik.
Das System verfügt über mitgelieferte Bibliotheken mit vorgefertigten Funktionsbausteinen zur grafischen Projektierung, Messung, Steuerung und Regelung kontinuierlicher Automatisierungsfunktionen (Continuous Function Chart, CFC), zur Ablaufsteuerung (Sequential Function Chart, SFC) sowie zur Bedienung und Visualisierung (WinCC). Darüber hinaus besteht die Möglichkeit, eigene Funktionsbausteine zu erstellen.